# Bailey De Young
Bailey De Young (* 16. září 1989, Sacramento, Kalifornie, USA), rozená Bailey Buntain, je americká herečka a tanečnice. Nejvíce se proslavila rolemi Ginny Thompson v televizním seriálu Bunheads, Lauren Cooper v seriálu Předstírání a Imogen Cleary v seriálu Úžasná paní Maiselová.

## Životopis
Bailey se narodila v Sacramentu v Kalifornii. Je dcerou Judy Holt a Fultona Timothyho Buntaina. Má čtyři sestry Lauren, Katie, Ashley a Bethany. Už jako batole začala s tancem a v 7 letech nastoupila na taneční akademii. Odmaturovala na American Musical and Dramatic Academy.

## Kariéra
V 10 letech získala první profesionální práci, roli Gracie Shinn v Kalifornské divadelní produkci The Music Man. Tančila na Broadwayi. Do roku 2012 se věnovala pouze divadelní kariéře, než jí její agent přesvědčil, aby zkusila konkurz na televizní roli. Brzy poté získal roli Ginny Thompson v seriálu televizní stanice ABC Family Bunheads. V roce 2014 se jako Bailey objevila v seriálu Tři kluci a nemluvně. Ten samý rok získala jednu z hlavních rolí v seriálu stanice MTV Předstírání. Od roku 2018 hraje roli Imogen v seriálu Úžasná paní Maiselová.

## Osobní život
Dne 3. srpna 2014 se provdala za muzikanta Tylera DeYounga. V září 2018 se jim narodila dcera, v červnu 2020 se jim narodil syn. V prosinci 2021 oznámili, že očekávají třetí dítě s termínem porodu v květnu 2022.

## Filmografie
| Rok        | Název                           | Role                      | Poznámky                                       |
| ---------- | ------------------------------- | ------------------------- | ---------------------------------------------- |
| 2012–13    | Bunheads                        | Virginia "Ginny" Thompson | Hlavní role, 17 dílů                           |
| 2012–13    | Průměrňákovi                    | Jenna Taylor              | díl: „From Orson with Love“ a „The Second Act“ |
| 2014       | Tři kluci a nemluvně            | Bailey                    | díl: „The Wingmom“                             |
| 2014       | Lístky ve větru                 | Carrie Dollanganger       | TV film                                        |
| 2014–2016  | Předstírání                     | Lauren Cooper             | Hlavní role, 38 dílů                           |
| 2016       | Vraždy pod maskou               | Poppy                     | TV film                                        |
| 2016       | Gilmorova děvčata: Rok v životě | Heidi                     | díl: „Summer“                                  |
| 2017–dosud | Úžasná paní Maiselová           | Imogene Cleary            | vedlejší role, 15 dílů                         |